# 广东省人民法院列表
- 广东省高级人民法院 （页面存档备份，存于）
  - 广州海事法院
  - 广州铁路运输中级法院
    - 广州铁路运输法院（1982年设）

  - 广州知识产权法院
  - 广东省广州市中级人民法院 （页面存档备份，存于）
    - 广东省广州市荔湾区人民法院（原广州市中级人民法院西区分庭，广州市西区人民法院，1952年设）
    - 广东省广州市越秀区人民法院（原广州市中级人民法院中区、北区、东区分庭，广州市中区、北区、东区人民法院，1952年设）
    - 广东省广州市海珠区人民法院（1952年设）
    - 广东省广州市天河区人民法院（1985年设，设凤凰、兴华法庭）
    - 广东省广州市黄埔区人民法院（2015年设，设长洲、萝岗、西区、九龙法庭）
    - 广东省广州市白云区人民法院（1955年设，设人和、钟落潭、太和、江高法庭）
    - 广东省广州市番禺区人民法院（1950年设，设大石、石楼、大学城法庭）
    - 广东省广州市花都区人民法院（1950年设，设花东、花山、狮岭、炭步法庭）
    - 广东省广州市南沙区人民法院（广东自由贸易区南沙片区人民法院）（2005年设，设南沙、万顷沙、大岗、东涌法庭）
    - 广东省广州市从化区人民法院（1949年设，设吕平、太田、鳌头、良口法庭）
    - 广东省广州市增城区人民法院（1950年设，设新塘、中新、石滩、小楼法庭）
    - 广州互联网法院（2018年设，位于广州市海珠区）

  - 广东省韶关市中级人民法院
    - 广东省韶关市曲江区人民法院（1949，设乌石法庭）
    - 广东省韶关市武江区人民法院（1984，设龙归法庭）
    - 广东省韶关市浈江区人民法院（1984，设犁市法庭）
    - 广东省始兴县人民法院（1950，设马市、顿岗、司前法庭）
    - 广东省南雄市人民法院（1950，设全安、湖口、乌迳法庭）
    - 广东省仁化县人民法院（1950，设董塘、长江、周田法庭）
    - 广东省乐昌市人民法院（1950，设乐城、坪石、梅花法庭）
    - 广东省翁源县人民法院（1949，设江尾、官渡法庭）
    - 广东省新丰县人民法院（1949，设遥田、马头法庭）
    - 广东省乳源瑶族自治县人民法院（1950，设桂头、大桥、大布法庭）

  - 广东省深圳市中级人民法院 （页面存档备份，存于）
    - 广东省深圳市罗湖区人民法院（1982，设清水河法庭）
    - 广东省深圳市福田区人民法院（1983）
    - 广东省深圳市南山区人民法院 （页面存档备份，存于） （1990，设粤海、西丽、沙河、蛇口法庭）
    - 广东省深圳市宝安区人民法院（原深圳市人民法院，1949，设西乡、福永、沙井、松岗、石岩法庭）
    - 广东省深圳市龙岗区人民法院（1993，设布吉、平湖、横岗、坪地、大鹏、坂田法庭）
    - 广东省深圳市盐田区人民法院（1998）
    - 广东省深圳市龙华区人民法院（2017，设龙华、观澜法庭）
    - 广东省深圳市坪山区人民法院（2017，设坪山、坑梓法庭）
    - 广东省深圳市光明区人民法院（2018）
    - 深圳前海合作区人民法院（2015）
    - 深圳深汕合作区人民法院（2019）

  - 广东省珠海市中级人民法院
    - 广东省珠海市香洲区人民法院（1985，设南湾、高新区法庭）
    - 广东省珠海市斗门区人民法院（1965，设五山、横山法庭）
    - 广东省珠海市金湾区人民法院（2002，设三灶、平沙法庭）
    - 珠海横琴新区人民法院（2013）

  - 广东省汕头市中级人民法院
    - 广东省汕头市龙湖区人民法院（原汕头经济特区人民法院，1989，设下蓬、外砂法庭）
    - 广东省汕头市金平区人民法院（2003，设鮀浦、岐山法庭）
    - 广东省汕头市濠江区人民法院（2003，设河浦法庭）
    - 广东省汕头市澄海区人民法院（1950，设凤东、凤西、莲下、溪南、隆都、东里法庭）
    - 广东省南澳县人民法院（1953，设云澳法庭）
    - 广东省汕头市潮阳区人民法院（2003，设海门、和平、铜盂、贵屿、谷饶、西胪、关埠法庭）
    - 广东省汕头市潮南区人民法院（2003，设陇田、胪岗、两英、陈店、司马浦法庭）

  - 广东省佛山市中级人民法院 （页面存档备份，存于）
    - 广东省佛山市禅城区人民法院（原佛山市人民法院，1952，设祖庙、石湾、张槎、南庄法庭）
    - 广东省佛山市南海区人民法院（1950，设桂城、大沥、西樵、狮山、里水、丹灶、九江、罗村法庭）
    - 广东省佛山市顺德区人民法院（1950，设大良、伦教、北滘、陈村、乐从、勒流、龙江、杏坛、均安、容桂法庭）
    - 广东省佛山市三水区人民法院（1950，设西南、白坭、乐平、大塘法庭）
    - 广东省佛山市高明区人民法院（1982，设荷城、明城、杨和、更和法庭）

  - 广东省江门市中级人民法院
    - 广东省江门市江海区人民法院（原江门市人民法院、江门市城区人民法院，1953，设外海、礼乐法庭）
    - 广东省江门市蓬江区人民法院（原江门市郊区人民法院，1985，设棠下、荷塘、杜阮法庭）
    - 广东省江门市新会区人民法院（1949，设会城、大泽、双水、崖门、古井、三江法庭）
    - 广东省台山市人民法院（1949，设台城、水步、海宴、广海、三合、斗山法庭）
    - 广东省恩平市人民法院（1950，设恩城、圣堂、沙湖法庭）
    - 广东省开平市人民法院（1949，设水口、苍城、马冈、赤坎、赤水法庭）
    - 广东省鹤山市人民法院（1950，设雅瑶、龙口、鹤城、宅梧法庭）

  - 广东省湛江市中级人民法院
    - 广东省湛江市赤坎区人民法院（1984）
    - 广东省湛江市霞山区人民法院（1984）
    - 广东省湛江市坡头区人民法院（1984，设南三法庭）
    - 广东省湛江市麻章区人民法院（1984，设湖光法庭）
    - 广东省吴川市人民法院（1950，设塘缀、黄坡、长岐、覃巴法庭）
    - 广东省廉江市人民法院（1949，设安铺、青平、塘蓬、石岭、良垌法庭）
    - 广东省遂溪县人民法院（1950，设城月、北坡、杨柑法庭）
    - 广东省雷州市人民法院（1950，设雷高、龙门、唐家、乌石法庭）
    - 广东省徐闻县人民法院（1950，设海安、曲界、迈陈、锦和法庭）
    - 湛江经济技术开发区人民法院（2000，设东海、硇洲法庭）

  - 广东省茂名市中级人民法院
    - 广东省茂名市茂南区人民法院（原茂名市人民法院，1958，设镇盛、公馆、羊角法庭）
    - 广东省茂名市电白区人民法院（2014，设岭门、电城、博贺、林头、沙琅、七迳法庭）
    - 广东省信宜市人民法院（1949，设朱砂、北界、怀乡、合水、镇隆法庭）
    - 广东省高州市人民法院（1950，设金山、大井、新垌、长坡、石板法庭）
    - 广东省化州市人民法院（1949，设杨梅、同庆、官桥、丽岗、合江、那务、中垌、平定法庭）

  - 广东省中山市中级人民法院
    - 广东省中山市第一人民法院（原中山市人民法院，2008年分设，位于中山市东区，管辖南部12个镇街，设张家边、沙溪、坦洲、三乡法庭）
    - 广东省中山市第二人民法院（2008年分设，位于中山市小榄镇，管辖北部9镇，设黄圃、东凤、古镇法庭）

  - 广东省东莞市中级人民法院
    - 广东省东莞市第一人民法院（2009年分设，位于东莞市南城街道，设东城、南城、道滘、麻涌、中堂、石龙、石碣、石排、茶山、寮步、松山湖法庭）
    - 广东省东莞市第二人民法院（2009年分立，位于东莞市长安镇，设虎门、厚街、大朗、大岭山、沙田法庭）
    - 广东省东莞市第三人民法院（2009年分立，位于东莞市塘厦镇，设樟木头、清溪、常平、横沥法庭）

  - 广东省梅州市中级人民法院
    - 广东省梅州市梅江区人民法院（1988）
    - 广东省梅州市梅县区人民法院（1950，设松口、丙村、畲江、大坪法庭）
    - 广东省大埔县人民法院（1950，设茶阳、枫朗、高陂法庭）
    - 广东省丰顺县人民法院（1949，设汤南、附城、丰良、留隍法庭）
    - 广东省五华县人民法院（1949，设华城、长布、河东、安流、龙村法庭）
    - 广东省兴宁市人民法院（1950，设龙田、宁中、坭陂、叶塘法庭）
    - 广东省平远县人民法院（1950，设东石、仁居法庭）
    - 广东省蕉岭县人民法院（1950，设新铺、蓝坊法庭）

  - 广东省惠州市中级人民法院
    - 广东省惠州市惠城区人民法院（原惠州市人民法院，1958，设仲恺、水口、小金口法庭）
    - 广东省惠州市惠阳区人民法院（1949，设秋长、平潭、新圩法庭）
    - 广东省博罗县人民法院（1950，设杨村、龙溪、长宁、石湾、园洲、湖镇、公庄法庭）
    - 广东省惠东县人民法院（1972，设多祝、稔山、黄埠法庭）
    - 广东省龙门县人民法院（1950，设左潭、平陵、永汉法庭）
    - 惠州市大亚湾经济技术开发区人民法院（1995）

  - 广东省肇庆市中级人民法院
    - 广东省肇庆市端州区人民法院（1951）
    - 广东省肇庆市鼎湖区人民法院（1988，设莲花法庭）
    - 广东省高要市人民法院（1927，设新桥、白土、金利、禄步法庭）
    - 广东省四会市人民法院（1953，设大沙、江谷法庭）
    - 广东省广宁县人民法院（1950，设新楼、江屯、古水、石涧法庭）
    - 广东省怀集县人民法院（1953，设冷坑、梁村、永固、凤岗法庭）
    - 广东省封开县人民法院（1949，设南丰、渔捞法庭）
    - 广东省德庆县人民法院（1949，设播植法庭）

  - 广东省汕尾市中级人民法院
    - 广东省汕尾市城区人民法院（1989，设田墘法庭）
    - 广东省陆丰市人民法院（1950，设碣石、甲子、博美、南塘、大安、潭西法庭）
    - 广东省海丰县人民法院（1950，设梅陇、后门、公平、可塘法庭）
    - 广东省陆河县人民法院（1989，设河口、水唇法庭）

  - 广东省河源市中级人民法院
    - 广东省河源市源城区人民法院（1988）
    - 广东省东源县人民法院（原河源市郊区人民法院，1988，设灯塔、蓝口法庭）
    - 广东省紫金县人民法院（1950，设蓝塘人民法庭、古竹人民法庭、龙窝人民法庭、柏埔人民法庭）
    - 广东省和平县人民法院（1950，设彭寨、下车人民法庭）
    - 广东省连平县人民法院（1949，设忠信人民法庭、隆街人民法庭）
    - 广东省龙川县人民法院（1949，设麻布岗、车田、龙母、鹤市法庭）

  - 广东省阳江市中级人民法院
    - 广东省阳江市江城区人民法院（1988，设平冈、闸坡人民法庭）
    - 广东省阳江市阳东区人民法院（1988，设东平人民法庭、合山人民法庭、塘坪人民法庭）
    - 广东省阳西县人民法院（1988，设溪头中心法庭、儒洞中心法庭）
    - 广东省阳春市人民法院（1949，设春城人民法庭、合水人民法庭、春湾人民法庭、潭水人民法庭）

  - 广东省清远市中级人民法院
    - 广东省清远市清城区人民法院（1988，设横荷、源潭、飞来峡法庭）
    - 广东省清远市清新区人民法院（1988，设太平法庭、浸潭法庭、禾云法庭、石马法庭）
    - 广东省连州市人民法院（1950，设东陂、星子法庭）
    - 广东省阳山县人民法院（1950，设七拱、黎埠、岭背法庭）
    - 广东省英德市人民法院（1950，设望埠人民法庭、大镇人民法庭、青塘人民法庭、浛洸人民法庭、西牛人民法庭、九龙人民法庭）
    - 广东省佛冈县人民法院（1950，设迳头人民法庭、汤塘人民法庭）
    - 广东省连南瑶族自治县人民法院（1953，设寨岗人民法庭）
    - 广东省连山壮族瑶族自治县人民法院（1950，设永和人民法庭、小三江人民法庭）

  - 广东省潮州市中级人民法院
    - 广东省潮州市湘桥区人民法院（1992，设磷溪法庭）
    - 广东省潮州市潮安县人民法院（1992，设浮洋人民法庭、古巷人民法庭、文祠人民法院）
    - 广东省潮州市枫溪人民法院（2014）
    - 广东省饶平县人民法院（1950，设钱东法庭、汫洲法庭、所城法庭、浮山法庭、三饶法庭、饶洋法庭）

  - 广东省揭阳市中级人民法院
    - 广东省揭阳市榕城区人民法院（1992，设东山、仙桥、渔湖、炮台法庭）
    - 广东省揭阳市揭东区人民法院（1992，设曲溪、新亨、白塔法庭）
    - 广东省揭西县人民法院（1965，设五云法庭、河婆法庭、京溪园法庭、金和法庭、棉湖法庭以及钱坑法庭）
    - 广东省惠来县人民法院（1950，设靖海人民法庭、隆江人民法庭、葵潭人民法庭、神泉人民法庭、大南山人民法庭）
    - 广东省普宁市人民法院（1949，设池尾、占陇、洪阳、里湖、梅林、大坪法庭）

  - 广东省云浮市中级人民法院
    - 广东省云浮市云城区人民法院（1994，设河口人民法庭）
    - 广东省新兴县人民法院（1950，设天堂人民法庭、稔村人民法庭、集成人民法庭、太平人民法庭）
    - 广东省郁南县人民法院（1951，设建城、千官、连滩法庭）
    - 广东省罗定市人民法院（1949，设罗镜、船步、苹塘、泗纶法庭）
    - 广东省云浮市云安区人民法院（1996，设石城法庭）